# Ronald F. Hoiseck
Ronald Frederick Hoiseck, född 11 januari 1934, är en amerikansk skådespelare.

## Filmografi
- 1971 – Äppelkriget
- 1972 – The Day the Clown Cried
- 1974 – Stormen
- 1975 – Fällan
- 1975 – Lejonet och jungfrun
- 1980 – Fantasy Island (TV-serie)
- 1980 – The Competition
- 1981 – Best of the West (TV-serie)
- 1983 – Table for Five
- 1984 – Splash
- 1989 – The Plot Against Harry
- 1993 – Remote
- 1996 – Squanderers
- 1999 – The Annihilation of Fish
- 2001 – Posljednja volja
- 2007 – Alibi
- 2007 – The Singer Downstairs
- 2008 – The Seekers
- 2009 – Star Trek (TV-serie)
- 2010 – Cold Case (TV-serie)
- 2010 – Once Fallen
- 2014 – Raising Hope (TV-serie)